# Neoennearthron
Neoennearthron là một chi bọ cánh cứng trong họ Ciidae.

## Các loài
- Neoennearthron bicarinatum Miyatake, 1954
- Neoennearthron hisamatsui Miyatake, 1959